# 2019 K리그 자유선발
개요

## 계약 유형
클럽 유스 소속 선수에 대해서는 무제한적으로 지명이 가능하고, 그 외의 선수들에 대해서는 3등급(S급,A급,B급)의 계약 조건으로 나눠 각기 다른 조건 하에 선발한다. 이때 당해연도에 계약한 신인선수는 소속팀 동의없이 국내 타 구단으로의 임대 및 이적이 금지된다.
| 유형               | 유형               | 계약금                | 계약기간 | 기본급                |
| ------------------ | ------------------ | --------------------- | -------- | --------------------- |
| 클럽 유스 우선지명 | 클럽 유스 우선지명 | 1억 5천만원 이하      | 5년      | 3,600만원             |
| 계약금 없음        | 3~5년              | 2,000만원 ~ 3,600만원 |          |                       |
| 자유계약           | S급                | 1억 5천만원 이하      | 5년      | 3,600만원             |
| 자유계약           | A급                | 계약금 없음           | 3~5년    | 2,400만원 ~ 3,600만원 |
| 자유계약           | B급                | 계약금 없음           | 1년      | 2,000만원             |

### 계약 진행
| 구분                   | 일자             | 비고                          |
| ---------------------- | ---------------- | ----------------------------- |
| 클럽유스 우선지명 공시 | 2018년 10월 18일 | 클럽유스 우선지명 숫자 무제한 |
| 자유선발선수 최종공시  | 2019년           |                               |

### 신인 선수의 선수등록
- 시즌 전 정기등록기간에 신인선수를 선발하여 등록한다.

- 추가등록기간에는 신인선수의 등록은 불가능하나, 신인선수 중 해외이적선수나 내셔널리그, K3리그 선수, 클럽 산하 소속 선수, 준프로계약 체결 선수, 미등록 무소속 선수인 경우는 예외로 한다.

## 지명 결과
| 지명 클럽 (유스 고교)             | 신인 자유계약 | 신인 자유계약 | 신인 자유계약 | 클럽 유스 우선지명                   | 클럽 유스 우선지명 | 클럽 유스 우선지명                                                                              | 클럽 유스 우선지명                                                 |
| 지명 클럽 (유스 고교)             | S급 | A급 | B급 | 프로직행 선수                        | 준프로 선수        | 과거 우선지명 2019년 입단자                                                                     | 대학진학 선수                                                      |
| K리그1                            | K리그1 | K리그1 | K리그1 | K리그1                               | K리그1             | K리그1                                                                                          | K리그1                                                             |
| --------------------------------- | --- | --- | --- | ------------------------------------ | ------------------ | ----------------------------------------------------------------------------------------------- | ------------------------------------------------------------------ |
| 강원 FC(강릉제일고등학교)         | 이광연 (인천대), 지의수 (중경고) 정민우 (중동고), 정지용 (동국대) | 이광연 (인천대), 지의수 (중경고) 정민우 (중동고), 정지용 (동국대) | 이광연 (인천대), 지의수 (중경고) 정민우 (중동고), 정지용 (동국대) |                                      |                    |                                                                                                 | 정형택, 김병협 김신유, 노민우 오재석, 최선우 최진우                |
| 경남 FC(진주고등학교)             | 이찬우 (아주대), 김현중 (한양대) 전승완 (조선대), 정성준 (보인고) 김태훈 (에시하), 한정우 (숭실대)                                                                                            | 이찬우 (아주대), 김현중 (한양대) 전승완 (조선대), 정성준 (보인고) 김태훈 (에시하), 한정우 (숭실대)                                                                                            | 이찬우 (아주대), 김현중 (한양대) 전승완 (조선대), 정성준 (보인고) 김태훈 (에시하), 한정우 (숭실대)                                                                                            | 이승엽, 이형석                       |                    |                                                                                                 | 박상필                                                             |
| 대구 FC(현풍고등학교)             | 조우현 (청구고), 박재경 (학성고) 황유승 (고려대), 고태규 (용인대) 송준호 (중앙대), 정영웅 (중앙대) 이학윤 (포항제철고)                                                                        | 조우현 (청구고), 박재경 (학성고) 황유승 (고려대), 고태규 (용인대) 송준호 (중앙대), 정영웅 (중앙대) 이학윤 (포항제철고)                                                                        | 조우현 (청구고), 박재경 (학성고) 황유승 (고려대), 고태규 (용인대) 송준호 (중앙대), 정영웅 (중앙대) 이학윤 (포항제철고)                                                                        | 박민서                               |                    |                                                                                                 | 이태용, 하웅규                                                     |
| 제주 유나이티드(클럽 U-18)        | 김승우 (연세대), 이규혁 (동국대) 김영욱 (천안제일고) 임덕근 (천안제일고) 김경학 (청주 FC) | 김승우 (연세대), 이규혁 (동국대) 김영욱 (천안제일고) 임덕근 (천안제일고) 김경학 (청주 FC) | 김승우 (연세대), 이규혁 (동국대) 김영욱 (천안제일고) 임덕근 (천안제일고) 김경학 (청주 FC) | 서진수, 이동률                       |                    |                                                                                                 | 고민우, 강용석 강의찬, 김대현 손현민, 이찬희 정욱준                |
| 상주 상무(용운고등학교)           | 군경팀 | | |                                      |                    |                                                                                                 |                                                                    |
| 성남 FC(풍생고등학교)             | 이재원 (경희대), 전성수 (계명고) 전현근 (건국대), 박채화 (영남대) 김세현 (디나모 자그레브 II) 임승겸 (목포시청)                                                                               | 이재원 (경희대), 전성수 (계명고) 전현근 (건국대), 박채화 (영남대) 김세현 (디나모 자그레브 II) 임승겸 (목포시청)                                                                               | 이재원 (경희대), 전성수 (계명고) 전현근 (건국대), 박채화 (영남대) 김세현 (디나모 자그레브 II) 임승겸 (목포시청)                                                                               |                                      |                    | 2016년 신동석 (호남대) 2017년 김기열 (용인대)                                                   | 박준수, 박지원 양시후, 우대희 이재현, 이진성 전보민                |
| 수원삼성 블루윙즈(매탄고등학교)   | 한석희 (호남대) | 한석희 (호남대) | 한석희 (호남대) | 김태환, 박지민 신상휘                | 오현규, 김상준     | 2017년 윤서호 (경희대) 2017년 박대원 (고려대) 2017년 박상혁 (고려대)                            | 강태원, 김석현 박정준, 용동현 이상재, 허동호                       |
| 울산 현대(현대고등학교)           | 박석민 (울산대), 박재민 (광운대) 김태현 (통진고), 이지승 (호남대) 이동원 (명지대), 손호준 (대성고) 이현승 (삼일공고)                                                                          | 박석민 (울산대), 박재민 (광운대) 김태현 (통진고), 이지승 (호남대) 이동원 (명지대), 손호준 (대성고) 이현승 (삼일공고)                                                                          | 박석민 (울산대), 박재민 (광운대) 김태현 (통진고), 이지승 (호남대) 이동원 (명지대), 손호준 (대성고) 이현승 (삼일공고)                                                                          | 박정인                               |                    | 2016년 박하빈 (울산대) 2016년 김민덕 (성균관대)                                                 | 김대희, 김민준 김승언, 손태극 이기혁, 임채훈 장효준, 정찬휘 조동열 |
| 인천 유나이티드(인천대건고등학교) | 주종대 (인천대), 김종진 (인천대) 김강국 (인천대) | 주종대 (인천대), 김종진 (인천대) 김강국 (인천대) | 주종대 (인천대), 김종진 (인천대) 김강국 (인천대) | 김채운, 이준석 황정욱                |                    | 2016년 김동헌 (용인대) 2016년 이제호 (호남대)                                                   | 김성민, 이호재 김현수, 손재혁 하정우, 천성훈(FC Augsburg U19)      |
| 전북 현대 모터스(영생고등학교)    | 김재석 (수원공고) | 김재석 (수원공고) | 김재석 (수원공고) | 이성윤, 이은식                       | 김정훈             | 2017년 이시헌 (중앙대)                                                                          | 김수현, 김창욱 이요셉, 이용국 이재헌, 장우경                       |
| 포항 스틸러스(포항제철고등학교)   | 하승운 (연세대), 문경민 (대성고) 이도현 (경희대), 이준 (연세대) 장결희 (아스테라스 트리폴리) 민경현 (한국사이버외대)                                                                          | 하승운 (연세대), 문경민 (대성고) 이도현 (경희대), 이준 (연세대) 장결희 (아스테라스 트리폴리) 민경현 (한국사이버외대)                                                                          | 하승운 (연세대), 문경민 (대성고) 이도현 (경희대), 이준 (연세대) 장결희 (아스테라스 트리폴리) 민경현 (한국사이버외대)                                                                          | 이수빈, 김동범 김찬                  |                    | 2017년 조성훈 (숭실대) 2017년 최재영 (중앙대) 2017년 김규표 (성균관대) 2018년 박재우 (성균관대) | 김민섭, 박수완 이규철, 전현병 최강희                               |
| FC 서울(서울오산고등학교)         | 장희웅 (동의대), 신재원 (고려대) 이승재 (홍익대), 구창모 (청주 FC) | 장희웅 (동의대), 신재원 (고려대) 이승재 (홍익대), 구창모 (청주 FC) | 장희웅 (동의대), 신재원 (고려대) 이승재 (홍익대), 구창모 (청주 FC) | 김주성, 백종범 이인규, 이학선 전우람 |                    |                                                                                                 | 명성호, 박건준 박재환                                              |
| K리그2                            | | | |                                      |                    |                                                                                                 |                                                                    |
| 광주 FC(금호고등학교)             | 김주공 (전주대), 김대웅 (원광대) | 김주공 (전주대), 김대웅 (원광대) | 김주공 (전주대), 김대웅 (원광대) | 정현우                               |                    | 2016년 손민우 (동국대) 2017년 김태곤 (기전대) 2017년 이희균 (단국대) 2017년 엄원상 (아주대)     | 김진영, 김현서 박한성, 신동하 장동찬, 정동균 정호연                |
| 대전 시티즌(충남기계공업고등학교) | 김태양 (대성고), 이호빈 (신갈고) 고준희 (보인고) | 김태양 (대성고), 이호빈 (신갈고) 고준희 (보인고) | 김태양 (대성고), 이호빈 (신갈고) 고준희 (보인고) | 김지훈, 서우민                       |                    | 2017년 이정문 (연세대) 2017년 윤성한 (청주대)                                                   | 고호진, 김상진 노건우, 유제호 차영인                               |
| 부천 FC 1995(클럽 U-18)           | 이주현 (중앙대), 신승민 (숭실대) 권승리 (우석대), 최현빈 (광운대) 조건규 (호남대) | 이주현 (중앙대), 신승민 (숭실대) 권승리 (우석대), 최현빈 (광운대) 조건규 (호남대) | 이주현 (중앙대), 신승민 (숭실대) 권승리 (우석대), 최현빈 (광운대) 조건규 (호남대) |                                      |                    |                                                                                                 | 박도진, 박수만 장원재, 정재현 조우상                               |
| 서울 이랜드 FC(클럽 U-18)         | 서동현 (송호대), 김영호 (상지대) 김호준 (인천대), 서경주 (전주대) 김민서 (부평고), 이민규 (용인대) 고준영 (천안제일고) 김도윤 (푸엔라브라다)                                                  | 서동현 (송호대), 김영호 (상지대) 김호준 (인천대), 서경주 (전주대) 김민서 (부평고), 이민규 (용인대) 고준영 (천안제일고) 김도윤 (푸엔라브라다)                                                  | 서동현 (송호대), 김영호 (상지대) 김호준 (인천대), 서경주 (전주대) 김민서 (부평고), 이민규 (용인대) 고준영 (천안제일고) 김도윤 (푸엔라브라다)                                                  |                                      |                    | 2018년 이상헌 (TSV 쇼트 마인츠)                                                                 | 유정재, 어규진 이재석                                              |
| 수원 FC(클럽 U-18)                | 최문수 (인천대건고), 임지훈 (통진고) 김주엽 (보인고), 황병권 (보인고) 김창헌 (신평고), 엄승민 (인천남고) 이원규 (한남대), 우예찬 (충북대) 안은산 (고려대), 강민재 (광운대)                    | 최문수 (인천대건고), 임지훈 (통진고) 김주엽 (보인고), 황병권 (보인고) 김창헌 (신평고), 엄승민 (인천남고) 이원규 (한남대), 우예찬 (충북대) 안은산 (고려대), 강민재 (광운대)                    | 최문수 (인천대건고), 임지훈 (통진고) 김주엽 (보인고), 황병권 (보인고) 김창헌 (신평고), 엄승민 (인천남고) 이원규 (한남대), 우예찬 (충북대) 안은산 (고려대), 강민재 (광운대)                    |                                      |                    |                                                                                                 | 강민석, 김찬용 김희수, 민경훈 임훈택                               |
| 아산 무궁화 축구단(클럽 U-18)     | 김영익 (양평 FC), 주원석 (부산교통공사) 전효석 (제주국제대), 김민석 (숭실대) 신현식 (용인대), 김민우 (홍익대) 박민서 (호남대), 송환영 (홍익대) 이재건 (AFC 튀비즈), 변재호 (서울 중랑 축구단) | 김영익 (양평 FC), 주원석 (부산교통공사) 전효석 (제주국제대), 김민석 (숭실대) 신현식 (용인대), 김민우 (홍익대) 박민서 (호남대), 송환영 (홍익대) 이재건 (AFC 튀비즈), 변재호 (서울 중랑 축구단) | 김영익 (양평 FC), 주원석 (부산교통공사) 전효석 (제주국제대), 김민석 (숭실대) 신현식 (용인대), 김민우 (홍익대) 박민서 (호남대), 송환영 (홍익대) 이재건 (AFC 튀비즈), 변재호 (서울 중랑 축구단) |                                      |                    |                                                                                                 |                                                                    |
| 안산 그리너스(클럽 U-18)          | 하준호 (충북대), 홍영기 (수원대) 장준수 (명지대), 김경호 (선문대) 김진욱 (홍익대), 정철 (국제사이버대) 곽호승 (포틀랜드 팀버스)                                                               | 하준호 (충북대), 홍영기 (수원대) 장준수 (명지대), 김경호 (선문대) 김진욱 (홍익대), 정철 (국제사이버대) 곽호승 (포틀랜드 팀버스)                                                               | 하준호 (충북대), 홍영기 (수원대) 장준수 (명지대), 김경호 (선문대) 김진욱 (홍익대), 정철 (국제사이버대) 곽호승 (포틀랜드 팀버스)                                                               | 서현우                               |                    | 2016년 심재민 (울산대)                                                                          | 박예성, 조재만                                                     |
| 전남 드래곤즈(광양제철고등학교)   | 조윤형 (안동과학대) | 조윤형 (안동과학대) | 조윤형 (안동과학대) | 김민혁                               |                    | 2016년 김진성 (한남대) 2016년 추정호 (중앙대)                                                   | 김상원, 노재균 맹진배, 염지용 이윤권, 이혁 장현상, 정찬영          |
| 부산 아이파크(개성고등학교)       | 김종철 (고려대) | 김종철 (고려대) | 김종철 (고려대) |                                      | 권혁규             | 2015년 신창렬 (호남대) 2017년 황준호 (용인대)                                                   | 박상명, 박창호 이동엽, 이승엽 이현성, 전유성 함민호                |
| FC 안양(안양공업고등학교)         | 김태훈 (영남대), 맹성웅 (영남대) 이선걸 (관동대), 김명진 (단국대) 고병근 (화성 FC) | 김태훈 (영남대), 맹성웅 (영남대) 이선걸 (관동대), 김명진 (단국대) 고병근 (화성 FC) | 김태훈 (영남대), 맹성웅 (영남대) 이선걸 (관동대), 김명진 (단국대) 고병근 (화성 FC) |                                      |                    | 2016년 조규성 (광주대)                                                                          | 박종현, 박재용 임동현                                              |

### 참고
1. ↑  신인 자유계약 선수로 입단 후 카자흐스탄 FC 카이라트로 이적
2. ↑  프로 지명 후 독일 FC 아우크스부르크 U-19로 이적
3. ↑  프로지명 후 독일 SV 베르기슈 글라드바흐 09 U-19 이적